# سایفون فیلتر ۲
سایفون فیلتر ۲ (به انگلیسی: Syphon Filter 2) یک بازی ویدئویی در سبک تیراندازی سوم شخص است که توسط شرکت آیدتیک توسعه یافته و به‌وسیلهٔ استودیوهای ۹۸۹ در سال ۲۰۰۰ برای کنسول پلی‌استیشن منتشر شده‌است. این دومین قسمت از مجموعه بازی‌های سایفون فیلتر به‌شمار می‌رود و داستان آن بلافاصله پس از رخدادهای سایفون فیلتر روایت می‌شود. گابریل لوگن پس از ترک قزاقستان، همراه با همکارش به آمریکا باز می‌گردد. در این قسمت آن‌ها باید یک کد و دیسک رمزگذاری شده را موقعیت‌یابی کنند و در درجه اول راهی برای درمان مأمور سایفون فیلتر لیان شینگ پیدا کند.

## خلاصه داستان
مدتی پس از اتفاقات بازی اول، گابریل لوگان و لیان شینگ به خاطر کشف ارتباط آژانس با پروژه سایفون فیلتر، از سوی دولت به عنوان تروریست شناخته می‌شوند. مأمور آژانس به نام دیلون مورگان، لیان را در انبارهای شرکت فارکام دستگیر می‌کند. این اتفاق گاب و نیروهای سی‌بی‌دی‌سی را مجبور می‌کند در آریزونا با ترزا لیپان، یک مأمور سابق آژانس، ملاقات کنند.
همزمان، آژانس چند فروند جنگنده اف-۲۲ رپتور را برای رهگیری هواپیمای آنها بر فراز کوهستان راکی در کلرادو می‌فرستد. گاب به همراه ستوان جیسون چنس از سی‌بی‌دی‌سی به پایین کوه می‌روند تا هم هواپیمایشان و هم جعبه‌ای حاوی دیسک‌های اطلاعاتی فارکام را پیدا کنند. در این میان، استیون آرچر، یکی دیگر از مأموران آژانس، با تمام توان سعی می‌کند جلوی آنها را بگیرد.
گاب و لیان حالا نه تنها باید با تهدیدهای آژانس مقابله کنند، بلکه باید اعتبار از دست رفته خود را هم بازیابی کنند. ترزا لیپان به عنوان متحدی غیرقابل پیش بینی وارد ماجرا می‌شود و اطلاعات مهمی در اختیار آنها قرار می‌دهد. تعقیب و گریز هوایی با جنگنده‌های اف-۲۲ یکی از صحنه‌های پرتنش بازی است. استیون آرچر به عنوان دشمن جدید، موانع زیادی برای گاب و گروهش ایجاد می‌کند.
این اتفاقات مقدمه‌ای است برای درگیری‌های بزرگتر و توطئه‌های پیچیده‌تری که در ادامه بازی رخ خواهد داد.